# Philogenia boliviana
Philogenia boliviana là loài chuồn chuồn trong họ Megapodagrionidae. Loài này được Bick & Bick mô tả khoa học đầu tiên năm 1988.